# Marguerite Frick-Cramer
Pour les articles homonymes, voir Cramer.
Marguerite Frick-Cramer, née le 28 décembre 1887 à Genève et morte dans la même ville le 22 octobre 1963, est une historienne suisse et déléguée au Comité International de la Croix Rouge.

## Biographie

### Famille et études
Elle naît dans une famille bourgeoise de Genève en 1887. Ses parents sont Eugénie Léonie Micheli et Louis Cramer, membre du Consistoire et régisseur. 
Elle fait des études de droit à l'Université de Genève et obtient un licence en droit en 1910 puis un doctorat ès lettres, se spécialisant dans l'histoire de la Confédération suisse. Elle reçoit le prix Ador en 1911 et 1913 pour ses travaux de recherche publiés Les relations politiques de Genève et des Suisses au 18e siècle et  Les relations diplomatiques de Genève de 1814 à 1816.
Elle publie également en 1914 pour le centenaire du rattachement de Genève à la confédération son ouvrage le plus connu, Genève et les Suisses. 
En 1918, elle est nommée professeure suppléante d'histoire. 

### Engagement à la Croix-Rouge
Elle entame une collaboration avec la Croix-Rouge, dont son grand père a été membre. Durant la Première Guerre mondiale elle s'implique dans la création de l’Agence internationale des prisonniers de guerre (AIPG) à Genève dont elle co-dirigera avec Jacques Chenevière le « service des prisonniers de l’Entente ».
Déléguée au Comité international de la Croix-Rouge (CICR), elle devient la première déléguée féminine en mission, en 1917 à Berlin, Copenhague et Stockholm. En 1918, elle est la première femme élue membre du Comité du CICR.
Durant son mandat de 1918 à 1946, elle s'implique dans la rédaction de la Convention de 1929 relative au traitement des prisonniers de guerre et en 1934 du projet de Tokyo,. 
Durant la Seconde Guerre mondiale, Marguerite Frick-Cramer se positionne pour une intervention du CICR contre les déportations de l’Allemagne nazie auprès de Max Huber et Carl J. Burckhardt, les présidents du CICR. Sa proposition de discuter des prisonniers politiques avec l'Allemagne n'est pas acceptée par le comité du CICR, et elle quitte l'organisation en 1946. Renée-Marguerite Cramer finit par démissionner du CICR, restant membre honoraire. 
Elle écrit également plusieurs articles sur l’histoire de la Croix-Rouge.
Elle meurt le 22 octobre 1963 à Genève.

## Vie privée
Elle épouse en 1921 le délégué général du CICR pour l’Europe orientale Édouard-Auguste Frick.

## Hommage et postérité
Son portrait en grand format a fait partie de l'exposition sur les murs de l'Uni Dufour : FACES à FACES.
En 2019 à Genève l'association l'Escouade dans le cadre du projet 100elles renomme temporairement l'avenue Blanc à son nom,.

## Publications
- Genève et les Suisses, 1914
- Les relations politiques de Genève et des Suisses au 18e siècle[5]
- Les relations diplomatiques de Genève de 1814 à 1816.